# HDLBP
HDLBP‏ (Vigilin) هوَ بروتين يُشَفر بواسطة جين HDLBP في الإنسان.